# Ernest de Chamaillard
Ernest Ponthier de Chamaillard (Gourlizon, Finisterre, 9 de diciembre de 1862-Eaubonne, Valle del Oise, 1930) fue un pintor francés de la escuela de Pont-Aven.
En 1888, precisamente en Pont-Aven, donde hizo amistad con Paul Gauguin,  Émile Bernard y otros huéspedes de la pensión Gloanec. Abandonó la abogacía para dedicarse a la pintura. También conoció ese mismo año de 1888, en Jersey, a Louise Lamour, con quien se casó. Vivió varios años en la región de Pont-Aven, dedicado a la pintura de paisajes. 
En 1893 se instaló en Châteaulin, departamento de Finisterre, en Bretaña, pero, no pudiendo vivir únicamente de su arte, volvió a ejercer como abogado, como por ejemplo en el pleito de Gauguin con Marie Henry. En 1905, abandonó Châteaulin para instalarse en París como oficinista.